# الغزو الألماني لبلجيكا
كان الغزو الألماني لبلجيكا حملة عسكرية بدأت في 4 أغسطس 1914. وفي وقت سابق، أي في 24 يوليو، كانت الحكومة البلجيكية قد أعلنت أنه إذا جاءت الحرب فإنها ستتمسك بحيادها التاريخي. قامت الحكومة البلجيكية بتعبئة قواتها المسلحة في 31 يوليو وأُعلنت حالة تأهب شديد في ألمانيا. في 2 أغسطس، أرسلت الحكومة الألمانية إنذارًا نهائياً لبلجيكا ، طالبة المرور عبر البلاد وقامت القوات الألمانية بغزو لوكسمبورغ. بعد يومين ، رفضت الحكومة البلجيكية هذه المطالب، وضمنت الحكومة البريطانية الدعم العسكري لبلجيكا. أعلنت الحكومة الألمانية الحرب على بلجيكا في 4 أغسطس، وعبرت القوات الحدود وبدأت معركة لييج.
بعد معركة مابين ومعركة شارلوروا، اتجهت معظم الجيوش الألمانية إلى فرنسا، تاركا قوات صغيرة لتحصن بروكسل والسكك الحديدية البلجيكية. وقد تقدم الفيلق الاحتياطي الثالث إلى المنطقة المحصنة في حوالي أنتويرب، واستلمت فرقة تابعة لفيلق الاحتياط الرابع في بروكسل. وقام الجيش الميداني البلجيكي بعدة طلعات من أنتويرب في أواخر أغسطس وسبتمبر لمضايقة الاتصالات الألمانية ولمساعدة فرنسا والقوة الاستطلاعية البريطانية، وذلك بإبقاء القوات الألمانية في بلجيكا. تم تأجيل انسحاب القوات الألمانية لتعزيز الجيوش الرئيسية في فرنسا من أجل صد غارة بلجيكية في الفترة من 9 إلى 13 سبتمبر، وتم الاحتفاظ بفيلق ألماني في العبور في بلجيكا لعدة أيام.
قادت المقاومة البلجيكية والخوف الألماني من الرماة الحرة الألمان إلى تنفيذ سياسة الإرهاب ضد المدنيين البلجيكيين بعد فترة وجيزة من الغزو، حيث وقعت مذابح وعمليات إعدام وأخذ رهائن وحرق مدن وقرى، ما أصبح يعرف باسم استباحة بلجيكا.

## خلفية
اعترفت معاهدة لندن لعام 1839 ببلجيكا على أنها دولة مستقلة ومحايدة. حتى العام 1911، تنبأ التحليل الاستراتيجي البلجيكي بأنه في حال نشوب حرب، سيهاجم الألمان فرنسا عبر الحدود الفرنسية الألمانية ويحاصرون الجيوش الفرنسية قبالة الحدود البلجيكية، كما فعلوا في عام 1870. قُدمت الضمانات البريطانية والفرنسية لاستقلال بلجيكا قبل عام 1914 لكن الملحق العسكري البريطاني طرح إمكانية حدوث إنزال في أنتويرب في عامي 1906 و1911، ما دفع البلجيكيين إلى الشك في أن البريطانيين قد توصلوا إلى اعتبار حيادية بلجيكا مسألة أفضلية دبلوماسية وعسكرية بريطانية، بدلًا عن اعتبارها غاية في حد ذاتها. تركت أزمة أكادير (1911) الحكومة البلجيكية في حالة شك من ناحية خطر اندلاع حرب أوروبية وغزو ألماني لبلجيكا.
في سبتمبر من عام 1911، وصل اجتماع الحكومة إلى خلاصة مفادها أنه على بلجيكا التجهز لمقاومة غزو ألماني، لتفادي اتهامات التواطؤ من قبل الحكومتين البريطانية والفرنسية. استمرت معاملة بريطانيا وفرنسا وهولندا على أنهم أعداء محتملون. في عامي 1913 و1914، استفسر الألمان من الملحق العسكري البلجيكي في برلين حول مرور القوات العسكرية الألمانية عبر بلجيكا. في حال الغزو، ستحتاج بلجيكا إلى مساعدة أجنبية لكنها لن تعامل القوى الأجنبية بصفة حلفاء لها ولن تشكل أهدافًا تتعدى الحفاظ على استقلال بلجيكا. أجبرت الحيادية الحكومة البلجيكية على اتباع إستراتيجية استقلال عسكري، مبنية على برنامج تسلّح بدًا في عام 1909، وكان مُتوقّعًا أن يكتمل في عام 1926. كانت الخطة البلجيكية تقتضي امتلاك ثلاثة فيالق للجيش، وخفض التقدم العددي للجيوش الألمانية على فرنسا، بنية ردع الغزو الألماني.